# غاريقون ممتاز
غاريقون ممتاز (الاسم العلمي:Agaricus excellens) هو نوع من الفطريات يتبع جنس الغاريقون من الفصيلة الغاريقونية.